# Плиска (приток Унавы)
Пли́ска (укр. Пли́ська) — река в Васильковском районе Киевской области Украины. Длина — 12 км, площадь бассейна — 46,8 км². Уклон реки — 4,6 м/км.
Начинается восточнее села Плесецкого, протекая через него. Течёт с востока на запад, минуя лесное урочище Плиська по левому берегу. Впадает в реку Унава в урочище Ткачив Выгон.
Устье реки Плиска находится южнее от устья реки Унава на 2,3 км.
В низовье разработка карьера, сооружён пруд.